# Witamina A

Wzór strukturalny retinolu, głównej postaci aktywnej witaminy A

Wzór strukturalny retinalu

Wzór strukturalny kwasu retinowego

Witaminy A – grupa organicznych związków chemicznych zaliczanych do retinoidów (z których najważniejszy jest retinol), pełniących w organizmie funkcję niezbędnego składnika pokarmowego, rozpuszczalnej w tłuszczach witaminy. W pożywieniu pochodzenia zwierzęcego podstawową formą, w jakiej ona występuje, jest ester – palmitynian retinylu, który w jelicie cienkim ulega deestryfikacji do alkoholu – retinolu.
Zawartość witaminy A w pożywieniu lub suplementach diety podawana jest zazwyczaj w tzw. jednostkach międzynarodowych (j.m.; ang. International Units, IU). Naukowcy opracowujący normy zalecanego dziennego spożycia posługują się z kolei najczęściej inną jednostką: mikrogramami równoważnika retinolu (ang. Retinol Activity Equivalents, RAE). Przeliczanie jednych jednostek na drugie nie jest proste (zróżnicowana dieta zawierająca 900 µg równoważnika retinolu może zawierać 3–36 tys. j.m. witaminy A):
- 1 IU retinolu = 0,3 µg RAE
- 1 IU β-karotenu w suplemencie diety = 0,15 µg RAE
- 1 IU β-karotenu w pożywieniu = 0,05 µg RAE
- 1 IU α-karotenu(inne języki) lub kryptoksantyny = 0,025 µg RAE[2]

Witamina A jest odporna na działanie wysokiej temperatury, jednak kontakt z żelazem lub miedzią powoduje jej zanik.

## Występowanie
Do najważniejszych naturalnych źródeł witaminy A dla człowieka należą: tran (30 mg RAE/100 g), wątroba i inne podroby (2–28 mg RAE/100 g), słodkie ziemniaki (1 mg RAE/100 g), marchew (835–850 μg RAE/100 g), jarmuż (500–700 μg RAE/100 g), szpinak (ok. 500 μg RAE/100 g) oraz dynia (300–400 μg RAE/100 g). Inne produkty, również zawierające witaminę A to m.in.: pełne mleko, ser, żółtko jaj, masło, pomidory, papryka, brokuły.
Głównym źródłem aktywnych form witaminy A w organizmie jest spożywana z pokarmem pochodzenia roślinnego prowitamina A (głównie β-karoten). Enzymem przekształcającym w organizmie człowieka β-karoten w retinal jest dioksygenaza β-karotenowa.

## Dobowe zapotrzebowanie[11]
Poniższe wartości, wyrażone w mikrogramach równoważnika retinolu (µg RAE), przedstawiają zalecane dzienne spożycie (ang. Recommended Dietary Allowance, RDA), tj. średni dzienny poziom spożycia wystarczający do spełnienia wymagań żywieniowych niemal każdej (97–98% ogółu) zdrowej osoby.
| Wiek            | Mężczyźni (µg RAE/dzień) | Kobiety (µg RAE/dzień) | Kobiety ciężarne (µg RAE/dzień) | Kobiety karmiące (µg RAE/dzień) |
| --------------- | ------------------------ | ---------------------- | ------------------------------- | ------------------------------- |
| 0 – 6 miesięcy  | 400                      | 400                    |                                 |                                 |
| 6 – 12 miesięcy | 500*                     | 500*                   |                                 |                                 |
| 1 – 3 lata      | 400                      | 400                    |                                 |                                 |
| 4 – 6 lat       | 450                      | 450                    |                                 |                                 |
| 7 – 9 lat       | 500                      | 500                    |                                 |                                 |
| 10 – 12         | 600                      | 600                    |                                 |                                 |
| 13 – 15         | 900                      | 700                    |                                 |                                 |
| 16 – 18         | 900                      | 700                    |                                 |                                 |
| mniej niż 19    |                          |                        | 750                             | 1200                            |
| 19 i więcej     | 900                      | 700                    | 770                             | 1300                            |

## Rola w organizmie

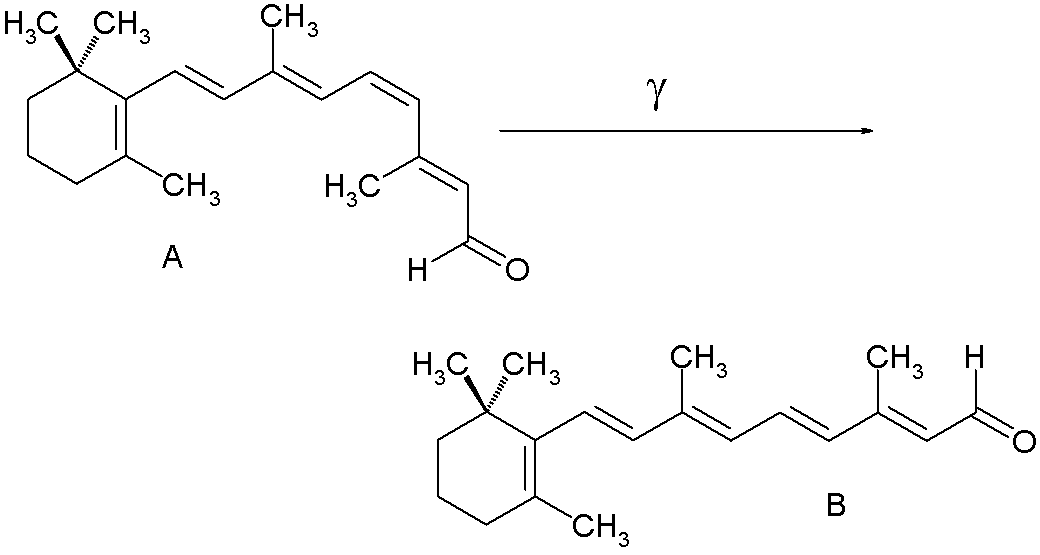
Przejście formy retinalu 11-cis w trans

Retinol uczestniczy w procesie widzenia – przekształca się w 11-cis-retinal, który łącząc się z opsyną tworzy rodopsynę (purpurę wzrokową), dzięki której pręciki siatkówki oka są wrażliwe na przyćmione światło (już nawet pojedynczy foton wzbudza fotoizomeracje 11-cis-retinalu do trans-retinalu, co prowadzi do pobudzenia). Związek ten, poprzez regulację aktywności komórek tkanki kostnej, wpływa także na właściwy wzrost i rozwój kości, wzmacnia żuchwę i zapobiega tworzeniu się krzywego zgryzu. Odpowiada on również za prawidłowe funkcjonowanie nabłonka: skóry, rogówki, przewodu pokarmowego i układu oddechowego, jak również chroni nabłonek przed drobnoustrojami oraz zakażeniami ropnymi, a także reguluje jego właściwy wzrost. Oprócz tego, utrzymuje prawidłowy stan skóry, włosów i paznokci, stymuluje błony śluzowe do produkcji śluzu oraz odpowiada za integralność błon komórkowych.
Karotenoidy są przeciwutleniaczami i działają na ogół umiarkowanie przeciwnowotworowo, jednak u palaczy duże dawki syntetycznego β-karotenu, zarówno powodują zwiększenie częstości występowania raka płuc i wyższą śmiertelność.

## Skutki niedoboru

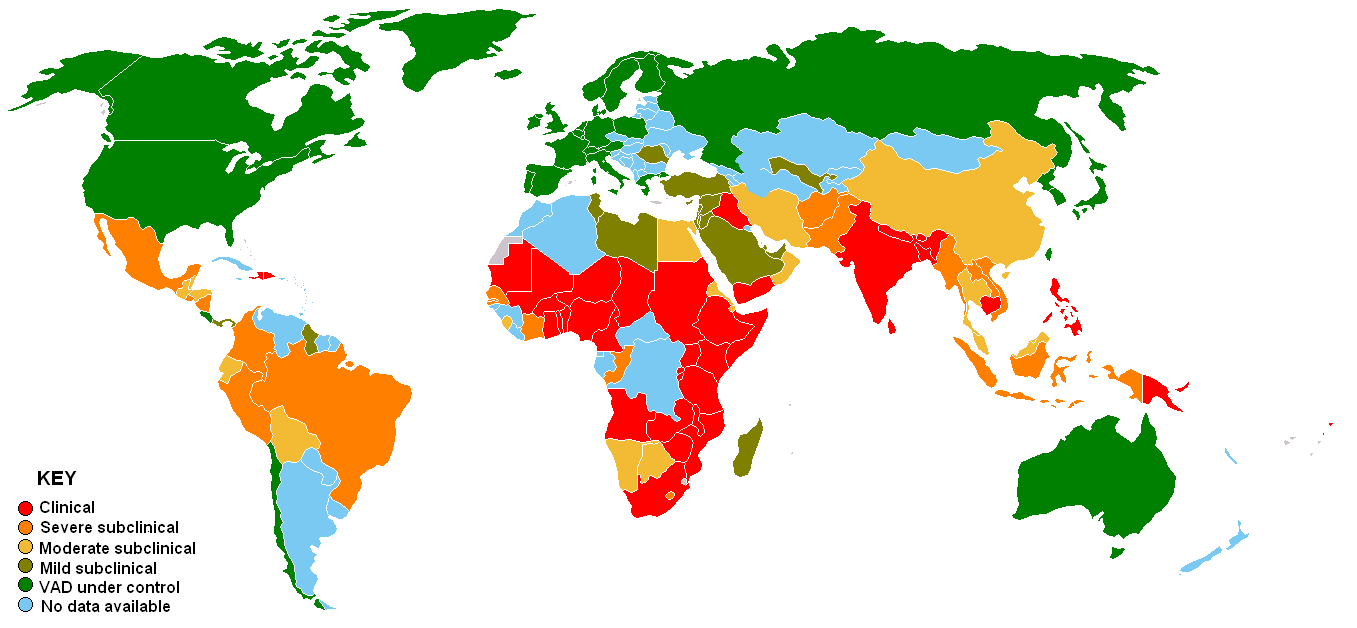
Największe niedobory, brak niedoboru, brak danych

- Ślepota zmierzchowa (kurza ślepota)[5][6][7][8], wynikająca z zahamowania regeneracji rodopsyny[3].
- Kseroftalmia – nadmierna suchość rogówek i spojówek, prowadząca przy dużych niedoborach do ślepoty[5].
- Zaburzenia (lub nawet całkowite zahamowanie[6][7]) wzrostu[5].
- Rogowacenie i łuszczenie się naskórka[5][3][7][8].
- Częste infekcje[7].

W krajach, gdzie głównym składnikiem diety jest ryż, notuje się częste niedobory witaminy A. W celu umożliwienia zwiększenia spożycia witaminy A, metodami inżynierii genetycznej wyprodukowany został tzw. złoty ryż, zawierający geny z kukurydzy kodujące prowitaminę A.
Skutki niedoboru witaminy A są szczególnie groźne dla dzieci i kobiet w ciąży. W drugiej dekadzie XXI w. problem mógł dotyczyć 190 milionów dzieci w wieku przedszkolnym i 19 milionów kobiet w ciąży. W 2005 r. wśród dzieci do 5 roku życia najwyższy wskaźnik niedoboru witaminy A, przekraczający 80% odnotowano w Kenii i na Wyspach Świętego Tomasza i Książęcej.

## Skutki nadmiaru
Hiperwitaminoza A objawia się: ociężałością, osłabieniem mięśni, odwapnieniem kości (a co za tym idzie – hiperkalcemią), utratą apetytu, niekorzystnymi zmianami dermatologicznymi (owrzodzenia skóry, wyłysienie), krwotokami, zaburzeniami pracy serca, nerek i ośrodkowego układu nerwowego. Może ona prowadzić do powstania nowotworów. Zmiany te następują na skutek długotrwałego spożywania witaminy A w ilości znacznie przekraczającej normę (ok. 30 mg/dobę). Nawet niewielki nadmiar witaminy A jest natomiast szkodliwy dla dziecka rozwijającego się w łonie matki (efekt teratogenny).
Wątroby niektórych zwierząt, szczególnie polarnych, często zawierają witaminę A w ilościach toksycznych dla ludzi. Jednorazowe przyjęcie dawki 2–5 mln IU (0,6–1,5 g retinolu) może wywołać objawy ostrego zatrucia u dorosłego człowieka. Odpowiada to w przybliżeniu spożyciu 100–300 g wątroby niedźwiedzia polarnego. Pierwsza śmierć powszechnie przypisywana hiperwitaminozie A nastąpiła w styczniu 1913, podczas wyprawy szwajcarskiego naukowca, Xaviera Mertza na Antarktydę. Po stracie zapasów żywności, ekspedycja została zmuszona zjeść psy pociągowe. Część naukowców podważa jednak tę przyczynę jego śmierci.

## Historia
Witamina A jest jedną z najwcześniej odkrytych witamin. Skutki jej niedoboru znane były już w starożytnym Egipcie, Grecji oraz Rzymie i określane były jako „kurza ślepota” lub ślepota zmierzchowa. Chorobę tę leczono podając gotowaną lub surową wątrobę. Dopiero na przełomie XIX i XX wieku udało się ustalić związek pomiędzy nieprawidłowym odżywianiem a rozwojem kurzej ślepoty. Witamina A została odkryta w tranie w roku 1913 przez amerykańskich badaczy, Elmera McColluma i Marguerite Davis, zaś obecną nazwę nadano jej dopiero w latach 20. XX wieku. Początkowo występowanie witaminy A w tranie łącznie z witaminą D sprawiało problemy w określeniu rzeczywistych właściwości każdej z tych witamin.